# 기저귀
기저귀는 주로 대소변 활동이 불가능한 사람이 사용하는 속옷이다. 배설물에 더러워지면 보호자 또는 간병인이 기저귀를 바꾸고 사타구니 부위를 깨끗이 한다. 더러운 기저귀를 정기적으로 새 기저귀로 안 바꿔주면 기저귀 발진 (통칭 기저귀 피부염)을 초래할 수 있다.
기저귀는 역사적으로 오래된 옷으로 천이나 일회용 재료로 만들었다. 천으로 만든 기저귀는 대부분 솜으로 만들어서 여러 번 빨아서 다시 쓴다. 일회용 기저귀는 흡수력과 방수성이 있는 물질로 만들어서 한 번 쓰고 쓰레기로 버린다. 천 기저귀나 일회용 기저귀를 쓰는 결정은 편리성, 건강, 가격, 환경적인 영향으로 따져서 논쟁이 많다.
기저귀는 대부분 야뇨증에 시달리거나 배변 훈련을 안 한 어린이들이 쓴다. 하지만 요실금에 시달리는 어른에도 쓴다. 또한 몸이나 주변 환경이 불편하여 변기를 제대로 못 사용하는 어른도 포함된다.
아기의 기저귀 사용을 대체하는 수단으로 두 가지가 있다. 소리의 연관성과 아기의 몸짓 언어와 즉시적으로 배변을 해결하는 유아 변기 훈련 (Infant Potty Training) 방법이나 배제 의사소통 (Elimination Communication) 방법이 있다.

## 역사
기저귀 착용은 수천 년 전부터 시작되었고, 그 때는 모든 아기들이 천 기저귀를 썼다. 20세기에 매리온 도노번이 일회용 기저귀를 개발하면서 일회용 기저귀는 천 기저귀를 누르기 시작하였고, 기저귀 커버가 발명되면서부터는 천 기저귀를 채울 때 기저귀 커버와 함께 채우는 추세다.

## 종류
- 천 기저귀 - 대부분 솜으로 만들었으며, 여러 번 빨아서 다시 쓰며, 일회용 기저귀에 비해 값이 싸다. 과거에는 고무줄로 천 기저귀를 고정시켰으나, 점차 기저귀용 안전핀으로 바뀌었으며, 현대에는 기저귀 양쪽에 부착제가 달려 있어 굳이 고무줄이나 기저귀용 안전핀을 구입할 필요가 없게 되었다. 천 기저귀를 채울 때는 기저귀 커버 (이미 찬 기저귀 위에 채우는 일종의 팬티)를 채우는 경우가 많다. (옛날에 기저귀 커버가 없었을 때는 기저귀 바깥으로 대소변이 새는 경우가 많았다.) 일반적으로 면 재질의 사각기저귀, 여러 겹의 면을 붙여 제작된 땅콩모양의 땅콩기저귀, 올인원으로 흡수층과 겉면을 고정시킨 팬티형 기저귀 등으로 나뉜다.
- 일회용 기저귀 - 시중에서 파는 기저귀는 대부분 일회용이다. 한 번 쓰고 쓰레기로 버리며 흡수력은 좋지만 기저귀 발진이 생기기 쉽고 값이 비싼 편이다. 아기의 몸무게에 따라 신생아용, 소형, 중형, 대형 등으로 나누어 팔고, 성별에 따라 남아용 (男兒用)과 여아용 (女兒用), 남녀공용 (男女共用)으로 나누어 판다.
- 일자형 기저귀 - 눕혀서 기저귀를 간다. 신생아에게 주로 쓰며, 팬티형 기저귀에 비해 값이 싸다. 천 기저귀는 대부분이 일자형이다. 일자형 기저귀를 채울 때 쓰는 기저귀띠는 별도로 구입해야 한다.
- 접착식 팬티형 기저귀 - 눕혀서 기저귀를 간다. 시중에서 파는 기저귀의 대부분을 차지하며, 테이프형과 밴드형이 있다. 대부분 일회용이나, 천 기저귀에도 접착식 팬티형이 늘어나는 추세이다. 아기의 몸무게에 따라 신생아용, 소형, 중형, 대형 등으로 나누어 팔고, 일회용인 경우 성별에 따라 남아용과 여아용, 남녀공용으로 나누어 판다.
- 입히는 기저귀 - 팬티형 기저귀라고도 하며, 눕히지 않아도 기저귀를 갈 수 있다. 배변 훈련을 하는 아이의 밤기저귀나 외출할 때, 또는 아기들이 누워서 기저귀 차는 것을 거부할 때 많이 쓰인다. 대부분 대형 또는 특대형이나 소형, 중형도 팔고, 성별에 따라 남아용과 여아용, 남녀공용으로 나누어 판다.
- 애견용 기저귀 - 강아지를 위한 기저귀로, 꼬리가 있는 강아지의 특성상 엉덩이 부분에 구멍이 있다.
- 성인용 기저귀 - 성인을 위한 기저귀이다.
- 여름용 기저귀 - 여름철에는 아기의 피부 통풍과 체온 조절을 위해 통기성이 우수한 기저귀가 권장된다. 통기성 기저귀는 수분 증발을 촉진하여 피부를 건조하게 유지하고, 기저귀 발진의 위험을 줄이는 데 도움을 준다.[1] 또한, 여름용 기저귀는 얇고 가벼운 소재로 제작되어 아기의 활동성을 높이고, 더운 날씨에도 쾌적함을 제공한다.[2]

## 주의 사항
- 천 기저귀를 채울 때 남아는 앞쪽을 해서 깔고, 여아는 뒤쪽을 두껍게 해서 채운다.
- 면 사각 천 기저귀를 채울 때는 기저귀 커버만 이용하여 채울 수도 있고, 커버를 사용하지 않을 때는 기저귀 밴드 또는 스내피(snappy)를 이용하여 고정시키는 게 좋다.
- 기저귀를 채울 때는 아기의 발목만 들어 올리지 말고 음낭 근처에 넣거나 아기의 엉덩이까지 들어 올려 기저귀를 채운다.
- 기저귀 발진을 예방하기 위해서는 아기의 피부를 청결하고 건조하게 유지하는 것이 중요하다. 기저귀는 가능한 한 자주 교체하여 피부가 소변이나 대변에 장시간 노출되지 않도록 해야 하며, 기저귀를 벗긴 상태로 피부를 공기에 노출시키는 시간도 도움이 된다. 피부를 부드럽게 닦기 위해 향이 없는 물티슈나 따뜻한 물에 적신 부드러운 천을 사용하는 것이 권장된다. 또한, 아기의 피부에 자극을 줄 수 있는 향료나 알코올이 포함된 제품은 피하고, 산화아연이나 바셀린이 함유된 보호 크림을 사용하여 피부를 보호할 수 있다.[3] 이러한 예방 조치는 기저귀 발진의 발생률을 줄이는 데 효과적이다.[4]

## 같이 보기
- 요실금
- 변실금
- 성인용 기저귀
  - 기저귀 페티시즘
- 유한킴벌리 - 대한민국 굴지의 위생용품 제조 업체
- 유니참 - 일본 굴지의 위생용품 제조 업체(대한민국 법인의 경우, 제조 및 양산은 LG유니참 구미 공장에서 담당하고, 판매 및 마케팅은 LG생활건강에서 별개로 전담하고 있다.)